# St. Clement (Misuri)
St. Clement es un lugar designado por el censo del condado de Pike, Misuri, Estados Unidos. Según el censo de 2020, tiene una población de 76 habitantes.
En los Estados Unidos, un lugar designado por el censo (traducción literal de la frase en inglés census-designated place, CDP) es una concentración de población identificada por la Oficina del Censo exclusivamente para fines estadísticos.    

## Geografía
Está ubicado en las coordenadas 39°16′50″N 91°12′43″O / 39.28056, -91.21194. Según la Oficina del Censo, tiene una superficie total de 0.71 km² de tierra y 0.004 km² de agua.

## Demografía
Según el censo de 2020, hay 76 personas residiendo en la zona. La densidad de población es de 107.04 hab./km². El 94.74% de los habitantes son blancos, el 2.63% son afroamericanos y el 2.63% son de una mezcla de razas. No hay hispanos o latinos viviendo en el lugar.